# وی‌اس. (مجله)
وی‌اِس. (به انگلیسی: Vs.) یک مجله بین‌المللی مد و سبک زندگی است که دو بار در سال منتشر می شود. دارای طراحی براق، داستان های مد لوکس، لبه تحریریه، و فرمت بزرگ، براق، اندازه چاپ، در مقابل. توسط یاکوب ف. استوبکر و وایب دبلستین در سال ۲۰۰۵ تاسیس شد. وی‌اس. دفاتر این شرکت در نیویورک، ایالات متحده آمریکا مستقر هستند.
وی‌اس. برخی از برجسته‌ترین چهره‌های مد و فرهنگ جریان اصلی از سوپرمدل‌ها و افراد مشهور گرفته تا استعدادهای نوظهور در حوزه مد، زیبایی، موسیقی، هنر، فیلم و فرهنگ را در خود دارد. هر شماره دارای چهار جلد مختلف است. پاییز/زمستان ۲۰۱۰ شامل نائومی کمبل، اوا مندز، کریستینا ریچی و ریچل وایز در جلد اول بود و شماره‌های بهار/تابستان ۲۰۱۰ شامل کایلی مینوگ، اسکای فریرا، پاریس هیلتون و اوه لند  بود.
وبسایت Vsmagazinelive.com نسخه زنده از مجله چاپی است. با استفاده از تمام مفاهیم وب، یعنی حرکت، صدا، سرعت، فرم. Vsmagazinelive.com هر روز محتوای جدیدی از کلیپ‌های فیلم تاریخی گرفته تا انحصاری وی‌اس. تولیدات مد، اخبار سبک روزانه و مد، و همچنین روندها، صنعت و به روز رسانی های فرهنگی. 

## مدل‌ها‌
این مدل‌ها و استعدادها بر روی جلد مجله وی‌اس. ظاهر شدند.
- بهار/تابستان ۲۰۰۹ اما واتسون، لو دویلون و میلا جووویچ حضور داشتند.
- پاییز/زمستان ۲۰۰۹ درو بریمور، جولیت لوئیس و الیوت پیج حضور داشتند.
- بهار/تابستان ۲۰۱۰ کلودیا شیفر، ونسا پارادی، بار رافائلی و کلر دینز را به نمایش گذاشتند.
- پاییز/زمستان ۲۰۱۰ نائومی کمپبل، اوا مندز، کریستینا ریچی و ریچل وایز در آن حضور داشتند.
- در بهار/تابستان ۲۰۱۱ کایلی مینوگ، اسکای فریرا، پاریس هیلتون و اوه لند حضور داشتند.
- در پاییز/زمستان ۲۰۱۱ کریستن دانست، لیتیتیا کاستا و امبر هرد حضور داشتند.
- بهار/تابستان ۲۰۱۲ جولیان مور، ارین واسون، رزی هانتینگتون وایتلی، الیزابت اولسن، شایلین وودلی، هلنا کریستنسن حضور دارند.